# Alvarez-elmélet

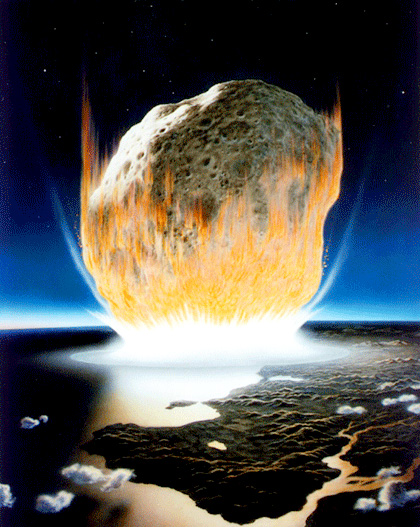
A K-T becsapódás művészi rekonstrukciója

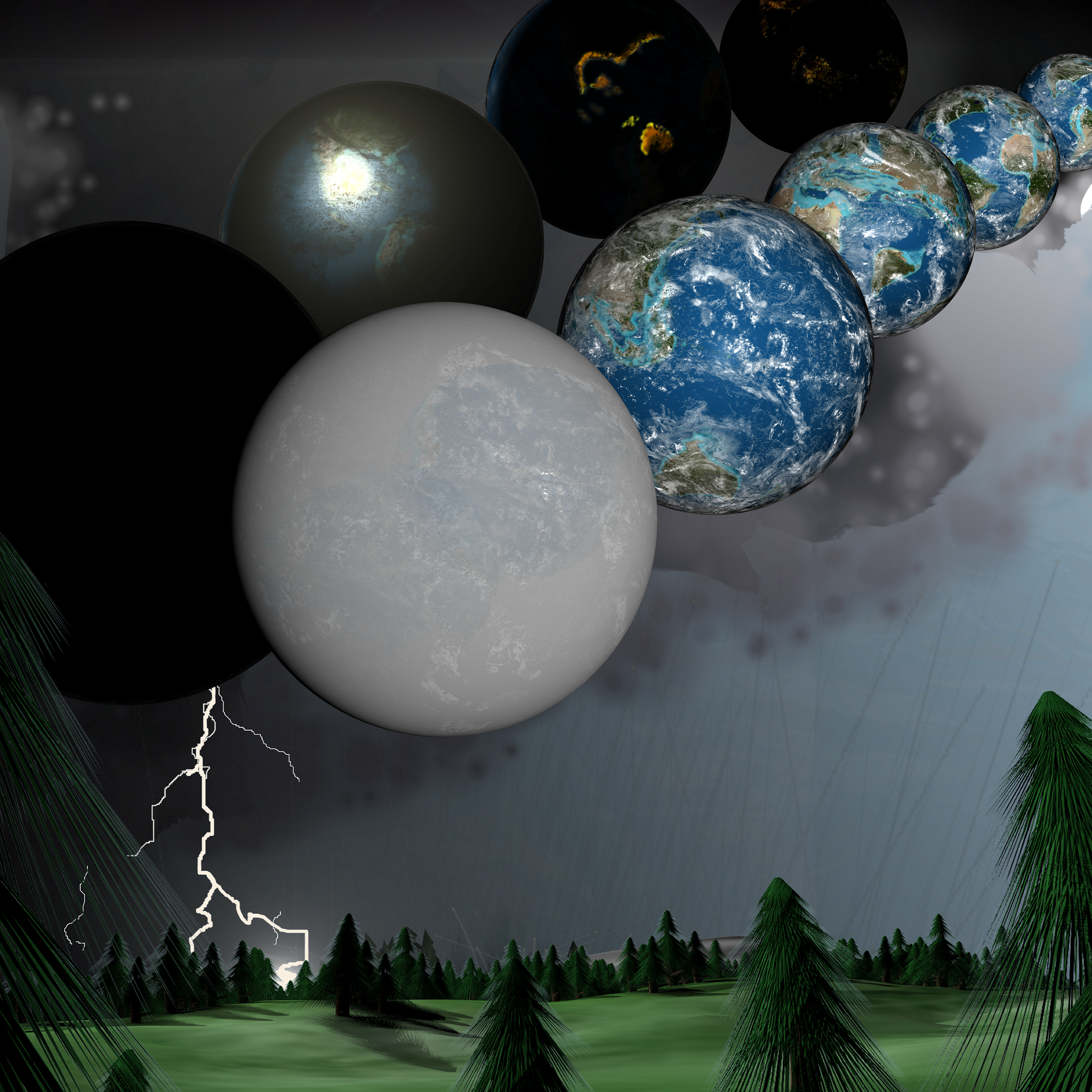
A Föld a becsapódási esemény előtti, alatti és utáni napokban

Az Alvarez-elmélet szerint a dinoszauruszok és más, velük egyidőben élt állatok pusztulását egy nagy méretű aszteroida becsapódása, az úgynevezett kréta–tercier kihalási esemény okozta 66 millió évvel ezelőtt. A bizonyítékok arra utalnak, hogy az aszteroida a mexikói Yucatán-félszigeten ért földet. Az elmélet névadója Luis Alvarez és fia Walter Alvarez volt, akik 1980-ban hozták nyilvánosságra ezt az elképzelést. Ebben az évben a Nobel-díjas Luis Alvarez vezette tudóscsapat, melynek tagjai között volt a geológus Walter Alvarez és két vegyész, Frank Asaro és Helen Michels, felfedeztek egy világszerte megtalálható üledékes réteget a K-T határ felett, ami a szokványosnál százszor nagyobb mennyiségben tartalmaz irídiumot. Az irídium különösen ritka a földkéregben, mivel nagyon sűrű, és emiatt a többsége a Föld magjába merült, amikor a bolygó még olvadt állapotban volt. Alvarezék szerint egy aszteroida zuhant a földre a K-T határ idején. Korábban is felmerült már ennek lehetősége, de nem volt bizonyíték, ami alátámasztotta volna.
Az Alvarez-féle becsapódási elmélet bizonyítékát támogatták azok a kondrit meteorit és aszteroida felfedezések, melyek során ezekben az égitestekben a földkéregben levőnél többször nagyobb mennyiségű irídiumra találtak. Az aszeroidákban levő irídiumizotóp arány hasonló ahhoz, ami a K-T határ rétegeiben található, de jelentősen eltér a földkéregben levőtől. A K-T határ rétegeiben található krómizotóp anomáliák a karbonát kondrit aszteroidákban és üstökösökben találhatókhoz hasonlók. A becsapódásra utaló törött kvarcszemcsék, üvegszferolok és tektitek gyakoriak a K-T határnál, különösen a Karib-térségben. Ezek az összetevők egy agyagrétegbe ágyazódtak, ami Alvarezék szerint a becsapódás eredményeként borította el a világot. A becsapódás helye ismeretlen volt, amíg Alvarez csapata ki nem dolgozta az elméletet, de a tudósok végül felfedezték a Chicxulub-krátert a Yucatán-félszigeten, melyet ma a becsapódás helyszínének tartanak.

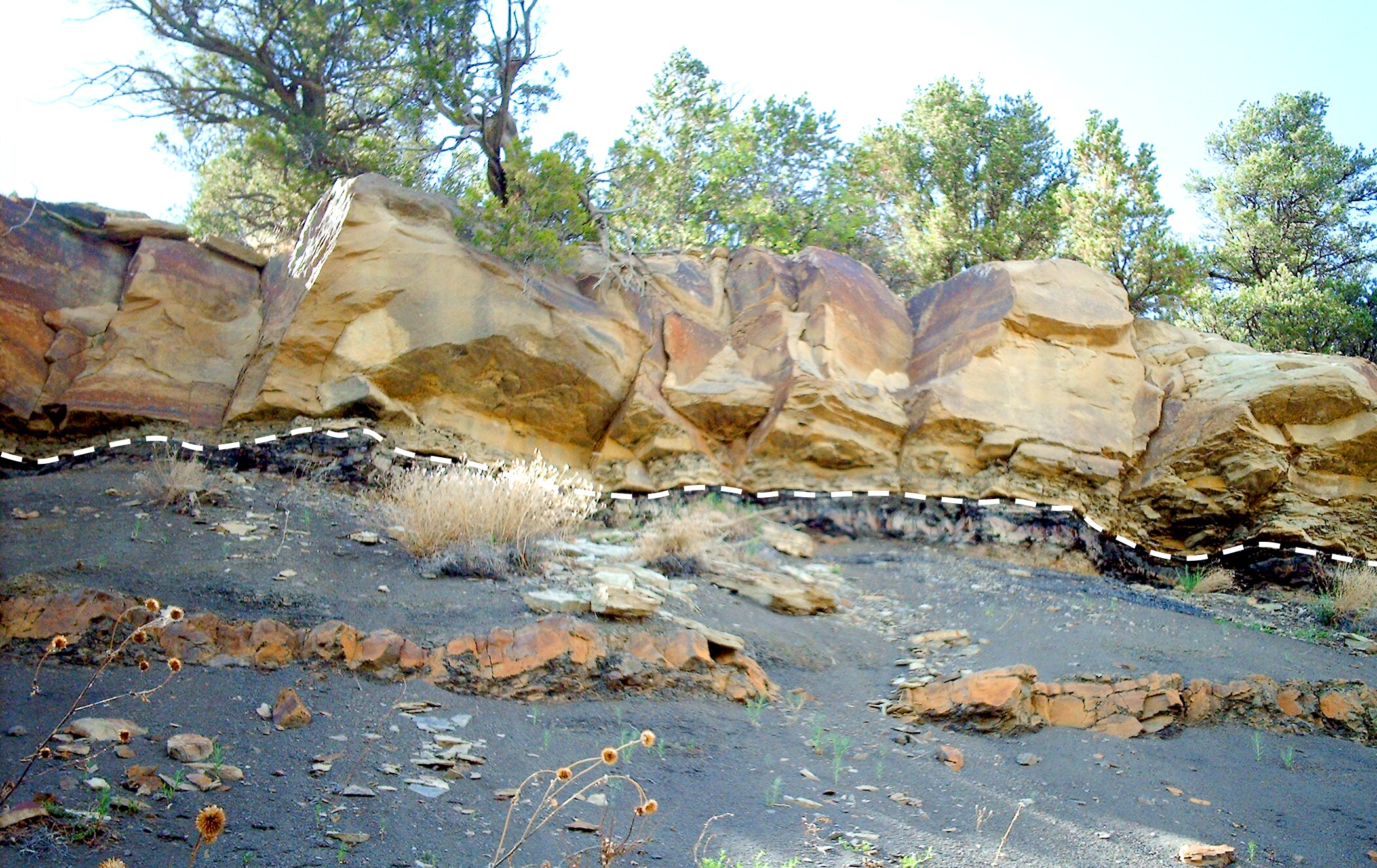
A K-T határ nyoma a Trinidad Lake State Park szikláin

A K-T határ teljes irídiummennyiségét megbecsülve, és azt feltételezve, hogy annak aránya megfelelt a kondritokra jellemző mennyiségnek, Alvarezék kiszámították az aszteroida méretét. A tárgy átmérője 10 kilométer lehetett, ami nagyjából Manhattan méretének felel meg. Egy ekkora méretű tárgy becsapódása során 100 trilló tonna TNT-nek megfelelő mennyiségű energia szabadulhat fel, ami 2 milliószor több annál, ami a valaha felrobbantott legerősebb termonukleáris bomba tesztelése során szétterjedt.
Egy ilyen becsapódás legnyilvánvalóbb következménye egy hatalmas porfelhő lehetett, ami elzárhatta a napfényt, és évekre megakadályozhatta a fotoszintézist. Ez a növények és a fitoplanktonok, valamint a tőlük függő élőlények kihalásához vezetett (beleértve a növényevőket és a húsevőket is). A tápláléklánc kisebb, üledéken élő tagjainak jelentős esélye volt a túlélésre.
A feltételezés szerint kénsavas aeroszolok kerültek a sztratoszférába, ami az adott időszakban szokásos napsugárzást 10-20%-kal csökkentette. Az aeroszolok eloszlásához legalább tíz évre volt szükség.
A bolygón tűzviharok söpörhettek végig, melyeket a hősugárázás és a becsapódás után gyújtóbombaként visszahulló törmelék válthatott ki, a kréta időszak végi magas oxigénszint pedig táplálhatta az égést. Az atmoszféra oxigénszintje lecsökkent a harmadidőszak elején. Az esetleges nagy méretű tüzek növelhették az atmoszférában a szén-dioxid mennyiségét, ami a porfelhő leülepedéséig átmeneti üvegházhatást okozhatott, ami tovább pusztíthatta a legtöbb sérült, a becsapódás utáni időszakot túlélt élőlényt.
A becsapódás savas esőt is okozhatott, attól függően, hogy miből állt az aszteroida. Azonban a legújabb vizsgálatok arra utalnak, hogy ez a hatás aránylag kicsi volt, nagyjából 12 évig tarthatott. A savat semlegesíthette a környezet, és a savas esőre érzékeny állatok (például a békák) túlélése azt jelzi, hogy nem volt fontos tényező a kihalás során.
A becsapódás-elméletek csak a gyors kihalásokra adhatnak magyarázatot, mivel a porfelhők és az esetleges kénes aeroszolok aránylag rövid idő alatt (10 éven belül) kimosódhattak az atmoszférából. Habár a K-T határral kapcsolatos további kutatások következetesen kimutatták a nagy mennyiségű irídium jelenlétét, a dinoszauruszok aszteroidabecsapódás miatt bekövetkező kipusztulása több mint egy évtizeden át vitatéma maradt a geológusok és az őslénykutatók között.

## Fordítás
- Ez a szócikk részben vagy egészben  az   Alvarez hypothesis című angol Wikipédia-szócikk ezen változatának fordításán alapul.  Az eredeti cikk szerkesztőit annak laptörténete sorolja fel. Ez a jelzés csupán a megfogalmazás eredetét és a szerzői jogokat jelzi, nem szolgál a cikkben szereplő információk forrásmegjelöléseként.